# Isla Junshan
La Isla Junshan (en chino: 君山岛) es una isla situada en el lago Dongting, en la provincia de Hunan, República Popular de China. El nombre significa en chino "isla de princesas", y se deriva de una leyenda local sobre las "diosas del río Xiang". Tiene solamente 1 kilómetro de ancho. Antiguamente, era un sitio para retiros taoístas.